# 提督 (清朝)
提督（ていとく、満洲語：ᠸᡞᡩᡝ᠋ᠮᡝ
ᠬᠠᡩ᠋ᠠᠯᠠᠷᠠ
ᠠᠮᠪᠠᠨ、転写：fideme kadalara amban）とは清朝の武官の官職名。従一品官で、位階の上では巡撫（ᡤᡳᠶᠠᡵᡳᠮᡝ
ᡩᠠᠰᠠᡵᠠ
ᠠᠮᠪᠠᠨ、giyarime dasara amban）の上、総督（ᡠᡥᡝᡵᡳ
ᡴᠠᡩ᠋ᠠᠯᠠᡵᠠ
ᠠᠮᠪᠠᠨ、uheri kadalara amban）・尚書（ᠠᠯᡳᡥᠠ
ᠠᠮᠪᠠᠨ、aliha amban）と同格であった。
提督は各省の緑営（ᠨᡳᠣᠸᠠᠩᡤᡳᠶᠠᠨ
ᡨᡠ᠋ᡵᡠᠨ ᠊ᡳ
ᡴᡡᠸᠠᡵᠠᠨ、niowanggiyan turun i kūwaran）の最高責任者で、12名の陸路提督がおり、1つないし2つの省を管轄下に置いた。それゆえその管轄区域は数万平方キロメートルから数十万平方キロメートルに及んだ。またその他に3名の水師提督（福建水師提督・広東水師提督・長江水師提督）が置かれた。